# بروس مک‌کولوچ
بروس مک‌کولوچ (به انگلیسی: Bruce McCulloch) (زاده ۱۲ می ۱۹۶۱) بازیگر کانادایی است.
از فیلم‌های معروف او می‌توان به بازی در دیک، پارک سگ اشاره کرد.